# Letecká nehoda

Kpt. Christopher Stricklin katapultovaný ze své F-16 během přehlídky na letecké základně Mountain Home ve státě Idaho 14. září 2003 během nepovedeného manévru „obrácená poloviční kubánská osma“. Nikdo nebyl zraněn.

Letecká nehoda je událost spojená s provozem letadla, která vyústila ve smrt nebo vážné poškození zdraví jedné nebo více osob, podstatné poškození nebo ztrátu letadla.
Mezi časté typy leteckých nehod patří srážka letadla s terénem (pádem na terén, nárazem do boku hory, budovy při vzletu a přistání), objektem na zemi (letištní budova, jiné letadlo na letišti, servisní letištní vozidlo) nebo ve vzduchu (střet dvou letadel, střet s ptákem). Takové letecké nehody mívají obvykle tragické následky. I přes toto je letecká doprava považována za jeden z nejbezpečnějších druhů dopravy.
Z pohledu statistiky je nejčastější označovanou příčinou nehody chyba pilotáže, ale toto tvrzení může být ovlivněno politickými vlivy, zájmovými skupinami (výrobci technologie) apod. V praxi se objevují případy, kdy až po několika letech byla nalezena pravá příčina nehody, která byla původně označena jako chyba pilotáže.

## Letecké nehody v Česku

### V českém právu

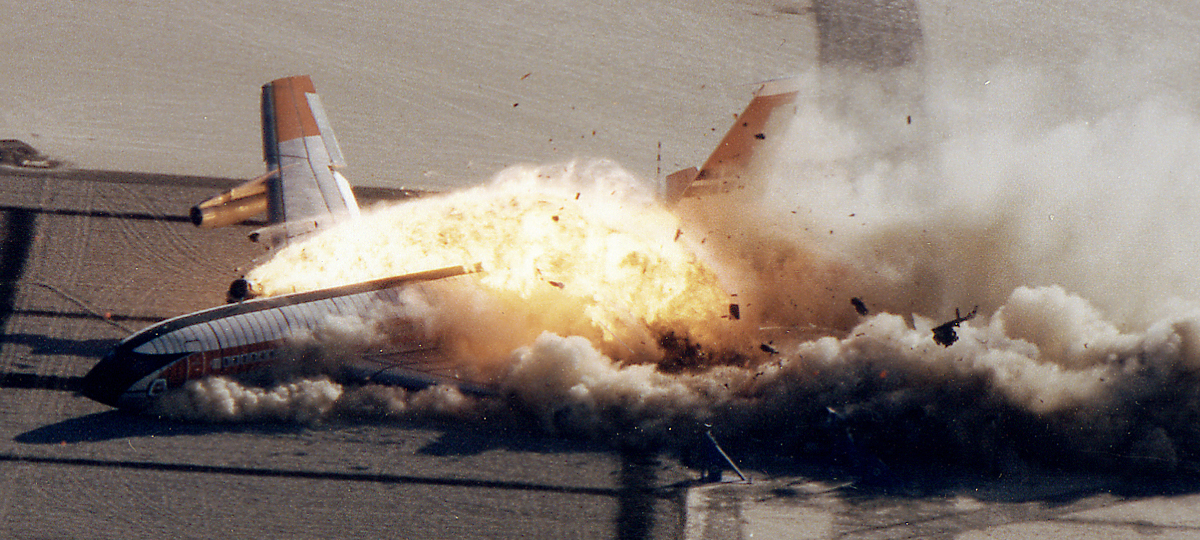
Řízená havárie Boeingu 720

V ČR je vyšetřováním leteckých nehod pověřen ÚZPLN. Zákon o civilním letectví (49/1997 Sb.) k tomu definoval pojmy letecká nehoda a incident:
Letecká nehoda je podle § 55 událost spojená s provozem letadla, ke které došlo od okamžiku nastoupení kterékoliv osoby do letadla za účelem letu do okamžiku vystoupení kterékoliv osoby, pokud
- došlo ke smrtelnému nebo těžkému zranění kterékoliv osoby za vymezených okolností, nebo
- došlo ke zničení nebo poškození letadla některým z vymezených způsobů, nebo
- letadlo je nezvěstné nebo se nachází na nepřístupném místě.

Incident je jiná událost spojená s provozem letadla, která může ovlivnit bezpečnost leteckého provozu. Vážný incident je incident, jehož okolnosti nasvědčují tomu, že došlo téměř k letecké nehodě.

## Letecké nehody a incidenty v mezinárodním právu
Příloha 13 Chicagské úmluvy o civilním letectví stanovuje pro signatářské země doporučení při kategorizaci, šetření a informování o nehodách mezinárodních civilních letů. Podle těchto pravidel vede vyšetřování země, kde k nehodě došlo a vyšetřování se mají právo účastnit i zástupci země registrace, sídla dopravce, výrobce a konstruktérů letounu. Tito zástupci mají přístup na místo nehody, k troskám i všem ostatním důkazům, mají právo se účastnit čtení černých skříněk, mají právo na kopii všech dokumentů vztahujících se k nehodě atd. Předpis stanovuje, co má obsahovat a komu má být předána závěrečná zpráva a stanoví, že tato zpráva má být vydána do dvou měsíců od události. Pokud to z objektivních důvodů není možné, má být v tomto termínu vydána aspoň předběžná zpráva.
Nehody se dají rozdělit zhruba na:
- Fatální (Fatal Accidents): nehody s oběťmi na životech
- Onboard Fatalities: oběti na palubě letadla
- External Fatalities: oběti letecké nehody nepřítomné na palubě letadla
- Hull Loss Accidents: Nehody, při kterých bylo letadlo zcela zničeno, nebylo nalezeno nebo je vrak zcela nepřístupný

## Konspirační teorie

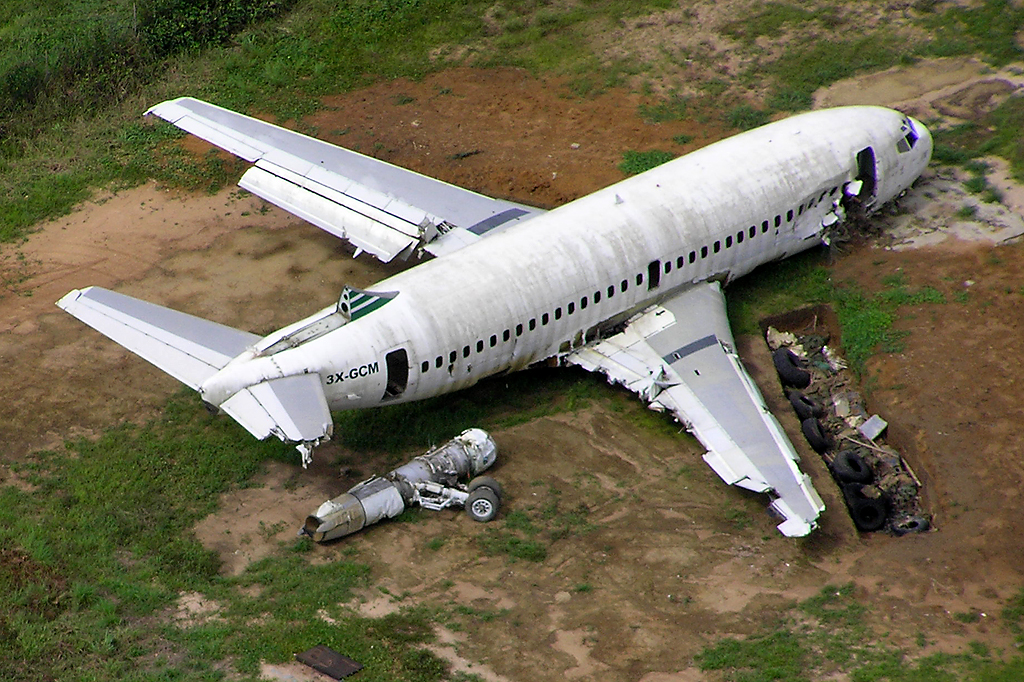
Havarovaný letoun Boeing 737-205 společnosti Air Guinee Express v Sierra Leone 11. srpna 2004. Nehoda byla beze ztrát na životech.

V některých případech bývá různými neoficiálními zdroji uváděn i značně odlišný popis průběhu, příčin a okolností leteckých nehod, než jaký vyplývá z výsledků úředního šetření. Tyto teorie zpravidla předpokládají, že z politických nebo ekonomických příčin bylo vyšetřování ovlivněno, nebo zfalšovány jeho výsledky. Nejznámější konspirační teorie se vážou k letům KAL 007, TWA 800, Pan Am 103 či American Airlines 77. V Polsku vyvolala množství teorií nehoda PAF 101, v českých podmínkách existují spiklenecké teorie např. k nehodám letů ČSA 001, ČSA 540, JAT 367 nebo LZ 101.

## Účinky a vlivy nehody na organismus
- nedostatek kyslíku (při dekompresi kabiny ve velkých výškách)
- dopad velkou rychlostí (přetížení lidského organismu při dopadu vlivem změny zrychlení resp. vlivem prudkého zpomalení)
- hoření (účinky vysokých teplot a dusivých, nebo toxických zplodin hoření)
- stres (v průběhu nehody) a úrazový šok (po nehodě)
- trauma (vzpomínky)
- sociální trauma (ztráta osob)

## Historie
K vůbec prvnímu leteckému neštěstí došlo dne 17. září 1908, kdy havaroval jeden z amerických průkopníků letectví Orville Wright, při tomto leteckém neštěstí zahynul jeho přítel a jediný pasažér Thomas Selfridge.